# Course de mini motos
 (avril 2020).
Si vous disposez d'ouvrages ou d'articles de référence ou si vous connaissez des sites web de qualité traitant du thème abordé ici, merci de compléter l'article en donnant les références utiles à sa vérifiabilité et en les liant à la section « Notes et références ».

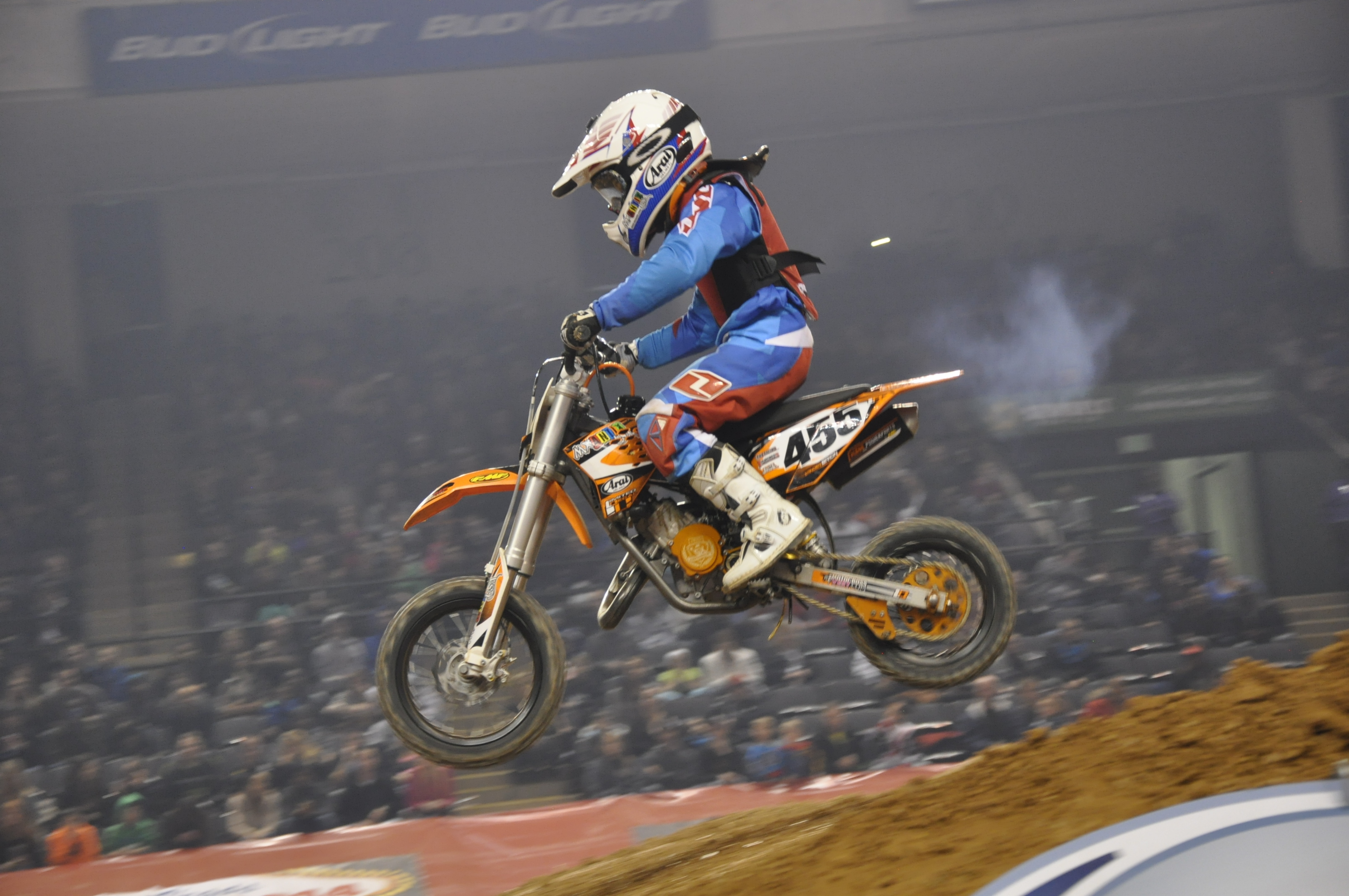
Moto-cross à Baltimore, États-Unis.

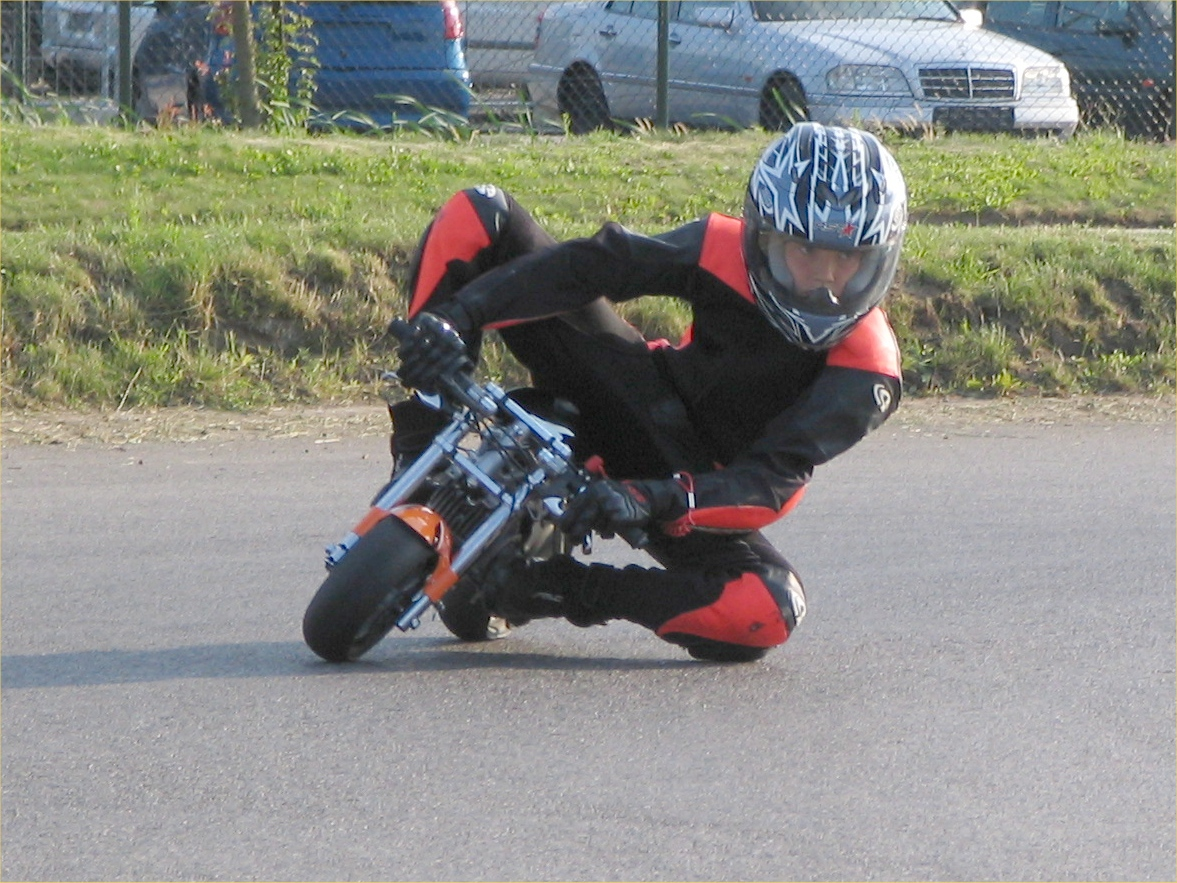
Mini moto de course à Wilrijk.

Les courses de mini motos sont des événements de sport motocycliste durant lesquels s'affrontent des pilotes de mini motos, le plus souvent sur des pistes de karting. Il existe une catégorie dit « MiniGP », reprenant le style des motos de vitesse MotoGP.
Des épreuves de moto-cross et de trial sont également organisées pour la mini moto.

## MiniGP
Il s'agit de copies en format réduit de véritables motos de course avec des caractéristiques identiques à celles des engins qui participent aux différents championnats, avec une boîte de vitesses à cinq ou six rapports et une suspension réglable. C'est une formule de formation permettant aux jeunes issus de la mini moto de faire plus facilement la transition vers de véritables motocyclettes. Ces compétitions se déroulent sur des mini-circuit, principalement sur des pistes de karting homologuées, et les pilotes doivent être licenciés pour y participer.
Depuis 2021, la FIM organise un championnat officiel MiniGP,.

### Catégories
Les MiniGP sont divisés en catégories en fonction de l'âge des coureurs. Selon les catégories, différentes cylindrées et puissances sont autorisées.

### Caractéristiques techniques
Une MiniGP mesure un mètre de haut avec environ 70 cm de hauteur de selle, et pèse au total 64 kg pour les 2-temps et 74 kg pour les 4-temps. Les roues font 12 pouces de diamètre.
Les moteurs sont principalement des deux temps à refroidissement à eau. Dans la catégorie des 50/100 cm3, ceux-ci peuvent atteindre une puissance maximale de 14 ch, et dans la catégorie 70/125 cm3, ils peuvent développer jusque'à 20 ch. En classe « Open », la puissance est libre.

### Championnats

#### Italie
Né en 2007 sous la forme d'un Trophée, un véritable championnat italien de MiniGP a été créé en 2008 sous l'égide de la Fédération italienne de motocyclisme, divisé en trois catégories : Junior, Senior et Open, qui comprend six courses disputées sur des circuits dans toute l'Italie.

#### Europe
Il existe également un championnat européen spécifique pour cette catégorie.